# 桃园马兰
桃园马兰（学名：Aster taoyuenensis）为菊科紫菀属下的一个种。

## 扩展阅读
- 維基物種上的相關：桃园马兰